# Cantó de Clarmont d'Alvèrnia Sud-Oest
El cantó de Clarmont d'Alvèrnia Sud-Oest és un cantó francès del departament del Puèi Domat, situat al districte de Clarmont d'Alvèrnia. Compta amb part del municipi de Clarmont d'Alvèrnia.

## Municipis
- Clarmont d'Alvèrnia

## Història
| Data d'elecció                           | Identitat       | Partit           | Qualitat |
| ---------------------------------------- | --------------- | ---------------- | -------- |
| 1961-1979                                | Raymond Perrier | SFIO, després PS |          |
| 1979-1982                                | Robert Couvaud  | UDF              |          |
| 1982-1992                                | Alain Dumeil    | UDF              |          |
| 1992-2011                                | Claudine Lafaye | UDF, després NC  |          |
| 2011-                                    | Dominique Briat | PS               |          |
| les dades anteriors no són pas conegudes |                 |                  |          |
|                                          |                 |                  |          |

## Demografia
| 1962 | 1968 | 1975 | 1982 | 1990 | 1999 | 2007   |
| ---- | ---- | ---- | ---- | ---- | ---- | ------ |
| -    | -    | -    | -    | -    | -    | 20.356 |